# ناحیه لاهتی
ناحیه لاهْتی زیرمجموعه ای از پی‌ینه تاواستیا و یکی از ناحیه‌ها در فنلاند از سال ۲۰۰۹ است.

## شهرداری‌ها
| نشان ملی            | شهرداری             |
| ------------------- | ------------------- |
| Asikkalan vaakuna   | آسیکالا (شهرداری)   |
| Hartolan vaakuna    | هارتلا (شهرداری)    |
| Heinolan vaakuna    | هینولا (شهر)        |
| Hollolan vaakuna    | هوللولا (شهرداری)   |
| Iitin vaakuna       | ایتتی (شهرداری)     |
| Kärkölän vaakuna    | کرکوله (شهرداری)    |
| Lahden vaakuna      | لاهتی (شهر)         |
| Orimattilan vaakuna | اوریماتیلا (شهر)    |
| Padasjoen vaakuna   | پاداسیوکی (شهرداری) |
| Sysmän vaakuna      | سوسمه (شهرداری)     |